# Sava Savanović
Sava Savanović (in cirillico serbo Сава Савановић) è uno dei vampiri più famosi della tradizione popolare serba.

## La leggenda
Sava Savanović è stato un mugnaio serbo che viveva in un mulino ad acqua sul fiume Rogačica, presso il villaggio di Zarožje nella municipalità di Bajina Bašta. Secondo la leggenda, Savanović era un vampiro che uccideva le persone che si recavano presso il suo mulino per far macinare il proprio grano e ne beveva il sangue.

## Il mulino
Nel corso degli ultimi decenni, il mulino ad acqua di Savanović è stato proprietà della famiglia Jagodić. È stato utilizzato fino alla fine degli anni cinquanta del 1900. Dopo la chiusura, il mulino è diventato un sito turistico.
Nel 2012, il mulino crollò. Entro il dicembre del 2018 il mulino fu  ricostruito, con la sua strada di accesso parzialmente migliorata. Le fondamenta e i pilastri sono stati rinforzati e il nuovo tetto è stato costruito e piastrellato. I lavori dovrebbero proseguire finché non saranno terminati la ruota idraulica, la macina e l'allargamento artificiale del torrente, in modo da rendere il mulino di nuovo operativo. 

## Il ritorno di Savanović
Nel 2012, dopo il crollo del mulino, le autorità municipali hanno messo all'erta i cittadini per un possibile ritorno di Savanović. Secondo gli abitanti di Zarozje, il vampiro si aggirava nelle strade del villaggio, ancora più infuriato, alla ricerca di una nuova casa. Il caso del crollo del mulino e la credenza che il vampiro potesse tornare realmente all'azione hanno creato uno stato di vero panico diffuso in tutto il villaggio.

## Savanović nella cultura di massa
Sava Savanović appare nella storia Posle devedeset godina di Milovan Glišić, nel romanzo Strah i njegov sluga di Mirjana Novaković e nel film horror serbo Leptirica, ispirato proprio dalla leggenda e dal racconto di Glišić.